# Sanjaco (Sérvia)

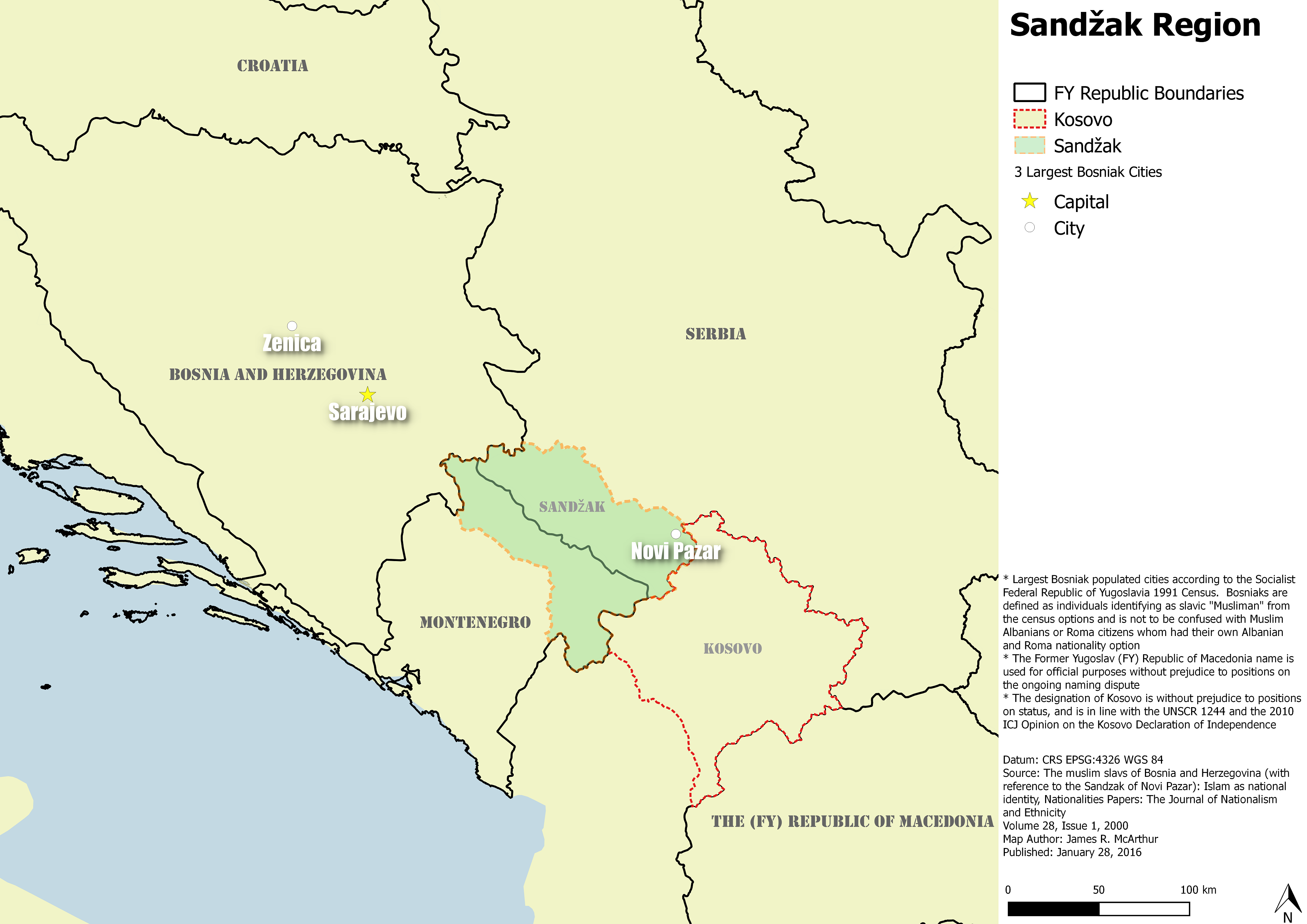
Região de Sanjaco dentro das atuais fronteiras internacionais

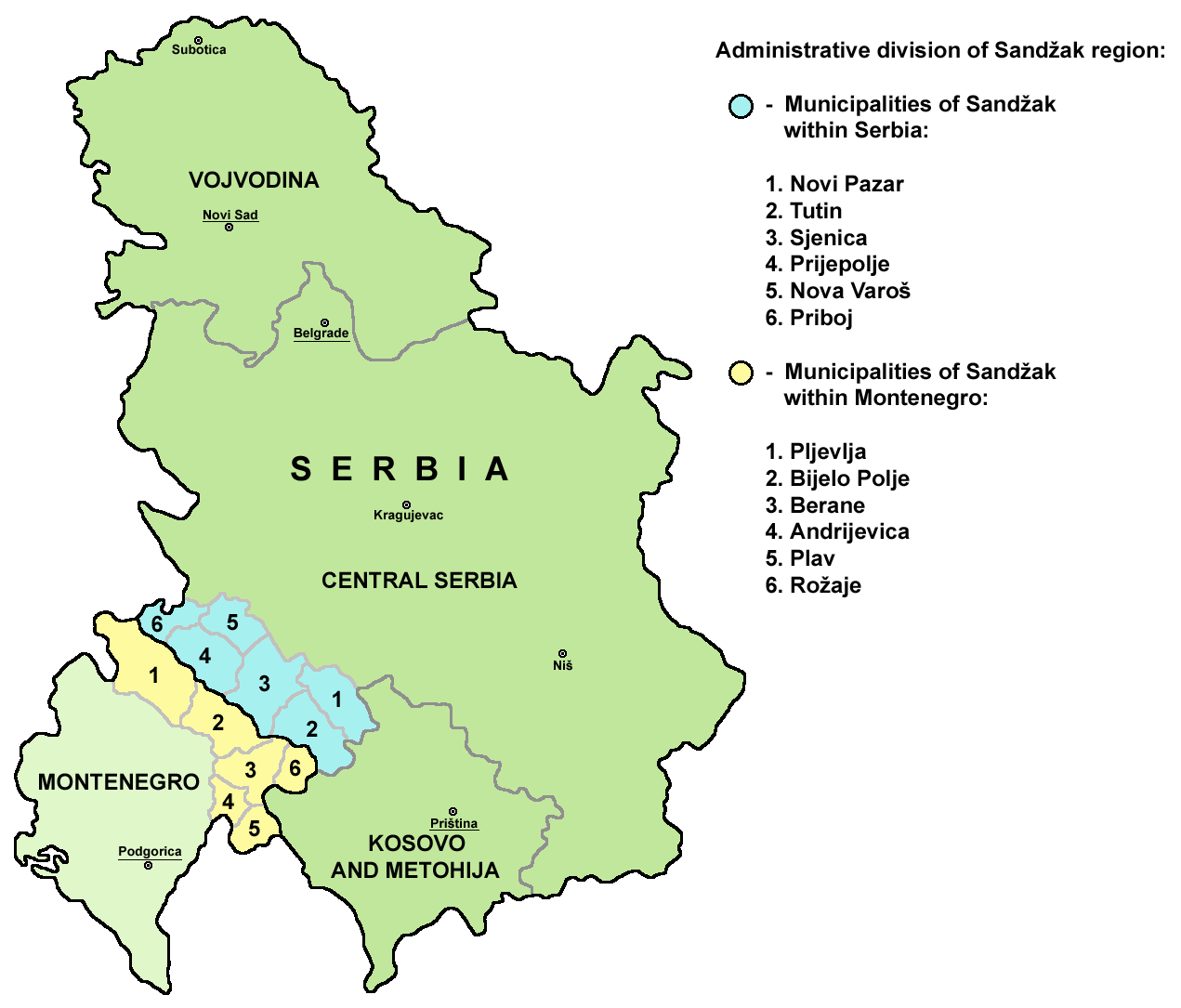
Localização de Sanjaco na Sérvia e em Montenegro

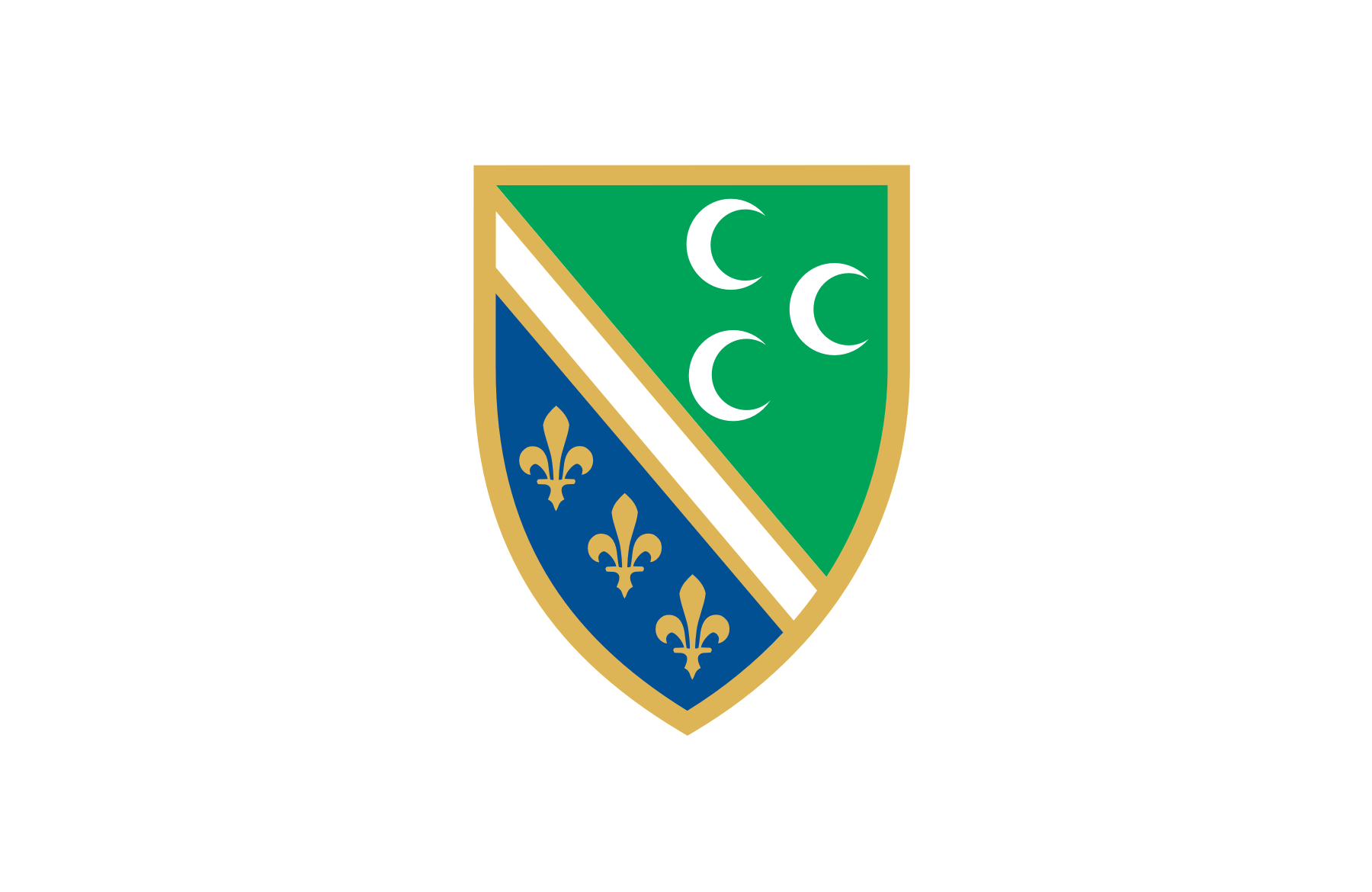
Bandeira dos bósnios em Sanjaco

Brasão dos bósnios em Sanjaco

Sanjaco (em sérvio:  Sandžak; alfabeto cirílico: Санџак, pronounciado [sǎndʒak]; em albanês:  Sanxhak/u, pronounciado [sanˈdʒak/u])) é uma região geopolítica histórica, atualmente dividida pela fronteira entre a Sérvia e o Montenegro. Seu nome deriva do Sanjaco de Novi Pazar, um distrito administrativo do Império Otomano que existiu até a guerras balcânicas.
O Congresso de Berlim em 1878 designou o território, juntamente com a Bósnia e Herzegovina, para a administração do Império Austro-Húngaro, embora teoricamente permanecesse território otomano. Depois da crise bósnia de 1908, desencadeada pela tomada do poder em Istambul pelos Jovens Turcos, o governo de Viena aproveitou o momento para anexar formalmente a Bósnia e Herzegovina, porém devolveu o Sanjaco de Novi Pazar à administração otomana. O território, assim, retornaria ao controle de Istambul até a Guerra dos Bálcãs de 1912-1913.
Após a Segunda Guerra Balcânica, que resultou no Tratado de Bucareste, a região foi dividida entre o Reino da Sérvia e o Reino de Montenegro, que haviam combatido do mesmo lado contra o Reino da Bulgária na guerra.
Atualmente, a área é parte de conflitos e protestos por parte de minorias étnicas de religião islâmica (bosníacos e albaneses), dos quais alguns representantes têm levantado cenários de autonomia e até mesmo separação, sempre no contexto da problemática situação fronteiriça do território com o Kosovo e a Bósnia.